# Lloyd Richardson
Lloyd L. Richardson est un monteur et scénariste américain. Il est principalement connu pour son travail au sein de studios Disney.

## Filmographie
- 1940 : Clair de lune séquence initialement prévue pour Fantasia, assistant réalisateur
- 1948 : Danny, le petit mouton noir
- 1951 : Alice au pays des merveilles
- 1953 : Au pays des ours (Bear Country)
- 1954 : La Grande Prairie (The Vanishing Prairie)
- 1956 : Disneyland, U.S.A.
- 1957 : Cosmic Capers
- 1959 : Disneyland '59 (télé)
- 1959 : Eyes in Outer Space
- 1959 : Donald au pays des mathémagiques
- 1962 : Escapade in Florence (TV)
- 1967 : The Legend of the Boy and the Eagle
- 1969 : Hang Your Hat on the Wind
- 1969 : C'est pas drôle d'être un oiseau
- 1971 : La Cane aux œufs d'or (The Million Dollar Duck)